# A19-es autópálya (Németország)
Az A19-es autópálya (németül: Bundesautobahn 19) egy autópálya Németországban. Hossza 123 km.